# Maxillaria stricta
Maxillaria stricta är en orkidéart som beskrevs av Rudolf Schlechter. Maxillaria stricta ingår i släktet Maxillaria och familjen orkidéer. Inga underarter finns listade i Catalogue of Life.